# Barcelona (tidning)
För andra betydelser, se Barcelona (olika betydelser).
Barcelona är en argentinsk satirtidning som utkommer varannan vecka. Tidningen använder sig av de stora dagstidningarna Claríns och La Nacións grafiska uppbyggnad och sätt att rapportera nyheter. Tidningen har gjort sig känd för sina kontroversiella tidningsomslag som oftast är riktade mot landets politiska eller religiösa etablissemang. 